# Касамайор, Хоэль
Хоэль «Эль Сепильо» Касамайор Джонсон (исп. Joel "El Cepillo" Casamayor Johnson; род. 12 июля 1971, провинция Гуантанамо, Куба) — кубинский боксёр-профессионал, выступающий в лёгкой весовой категории. Чемпион мира среди юниоров 1989 года. Олимпийский чемпион 1992 года. Серебряный призёр чемпионата мира среди любителей 1993 года и Игр доброй воли 1994 года. Бронзовый призёр Кубка мира 1994 года. Чемпион мира в лёгкой (временный титул по версии WBA, 1999; версия WBA, 2000—2002; версия WBC, 2006; временный титул по версии WBC, 2007; временный титул по версии WBO, 2008) весовой категории.

## Спортивная карьера

### Любительский ринг
- 1989 — золотая медаль на молодёжном чемпионате мира по боксу в легчайшей весовой категории.
- 1992 — золотая медаль в легчайшей весовой категории на Олимпийских играх 1992 года в Барселоне , Испания
  - победа над  Венкатесян Девараджан по очкам.
  - победа над  Riadh Klaai по очкам.
  - победа над  Roberto Jalnaiz KO 1.
  - победа над  Мохамед Ашик TKO 1.
  - победа над  Уэйн Маккаллох по очкам.
- 1993 — Серебряная медаль в легчайшей весовой категории на чемпионате мира по боксу среди любителей 1993 года в Тампере, Финляндия
  - победа над  Агатангелос Тсирипидис TKO 3.
  - победа над  Дирк Крюгер по очкам.
  - победа над  Артур Микаэлян по очкам.
  - победа над  Владислав Антонов по очкам.
  - поражение  Александр Христов по очкам.
- 1994 — бронзовые медали в полулёгкой весовой категории на Кубке мира в Бангкоке, Таиланд
  - победа над  Брайан Карр по очкам.
  - победа над  Nourredine Medjihoud по очкам.
  - победа над  Кристиан Родригес по очкам.
  - поражение  Фальк Хусте по очкам.
- 1994 — Серебряная медаль в полулёгкой весовой категории на Играх доброй воли в Санкт-Петербурге, Россия
  - победа над  Каи Канделин TKO 1.
  - победа над  Claude Chinon по очкам.
  - поражение  Рамаз Палиани по очкам.
- 1995 — участник чемпионата мира по боксу среди любителей 1995 года в полулёгкой весовой категории в Берлине, Германия
  - поражение в 1/16 финала от  Раимкуля Малахбекова по очкам 16:17.

В начале боя Касамайор предпочитал действовать на контратаках, уступив оппоненту право работать «первым номером». Малахбекову несколько раз удалось достать соперника джебом и ударной левой рукой, однако кубинец нанёс больше точных попаданий и выиграл первый раунд со счётом 5:4. Во втором раунде кубинский боксёр полностью завладел инициативой. Он продуктивно работал на средней дистанции, уверенно перехватывая атаки россиянина и нанося Малахбекову жёсткие удары с обеих рук. В итоге перед заключительным раундом преимущество Хоэля достигло 8 очков (12:4). Но в третьей трёхминутке беспрерывно атакующему россиянину удалось надломить соперника. Акцентированные удары слева в исполнении Малахбекова поспособствовали значительному снижению активности кубинца. В результате Касамайор, выигрывавший за 20 секунд до финального гонга с отрывом в 4 очка, не сумел сохранить победный счёт, пропустив решающие удары и проиграв бой со счётом 16:17..

### Профессиональный ринг

#### 1996—2002
Дебютировал в сентябре 1996 года.
В мае 2000 года завоевал титул чемпиона мира во второй полулёгкой весовой категории по версии Всемирной боксёрской ассоциации (WBA), выиграв техническим нокаутом у непобеждённого корейца Пэк Джон Гвона.

#### 2003-01-25Хоэль Касамайор —Нейт Кэмпбелл
- Место проведения:  Печанга Энтертеймент Центр (Печанга Ресорт энд Касино согласно представлению ринганнонсера Майкла Баффера), Темекула, Калифорния, США
- Результат: Победа Касамайора единогласным решением в 10-раундовом бою
- Статус: Рейтинговый бой
- Рефери: Пэт Расселл
- Счет судей: Роберт Мендоса (98—92), Джерри Кэнту (97—93), Чак Хассетт (96—94) — все в пользу Касамайора
- Вес: Касамайор 60,30 кг; Кэмпбелл 59,40 кг
- Трансляция: HBO
- Счёт неофициального судьи: Харольд Ледерман (94—96 Кэмпбелл)

В январе 2003 года Хоэль Касамайор вышел на ринг против Нейта Кэмпбелла. Касамайор выбрасывал больше ударов чем соперника, а также был точнее в них. По итогам 12-ти раундом судьи единогласно отдали победу кубинцу. Неофициальный судья телеканала HBO Харольд Ледерман счёл, что победил Кэмпбелл.

#### 2003—2007
В январе 2003 года Касамайор победил по очкам Нейта Кэмпбелла.
В октябре 2003 года Касамайор встретился с Диего Корралесом. В 6 раунде из-за травмы Корралеса бой был остановлен и победу техническим нокаутом присудили кубинцу.
В марте 2004 года состоялся реванш между Касамайором и Диего Корралесом. На этот раз бой прошёл все отведенные 12 раундом. Спорным раздельным решением победу отдали Корралесу.
В декабре 2004 года Хоэль Касамайор раздельным решением судей проиграл мексиканцу Хосе Луису Кастильо.
В октябре 2006 года состоялся 3-й бой между Касамайором и Диего Корралесом. На этот раз небесспорным раздельным решением победил Касамайор.

#### 2008-03-22Хоэль Касамайор —Майкл Катсидис
- Место проведения:  Моронго Касино Ресорт энд Спа, Кабазон, Калифорния, США
- Результат: Победа Касамайора техническим нокаутом в 10-м раунде в 12-раундовом бою
- Статус: Чемпионский бой за временный титул WBO в лёгком весе (2-я защита Катсидиса)
- Рефери: Джон Шорли
- Счет судей: Алехандро Рочин Мапула (85—82 Касамайор), Марти Денкин (83—84 Катсидис), Джон Стюарт (83—84 Катсидис)
- Время: 0:30
- Вес: Касамайор 60,90 кг; Катсидис 60,70 кг
- Трансляция: HBO BAD
- Счёт неофициального судьи: Харольд Ледерман (64—66 Катсидис) — оценки после 8-го раунда

В марте 2008 года Касамайор встретился с австралийцем Майклом Катсидисом. В начале 1-го раунда Касамайор провёл короткий левый крюк в челюсть австралийца. Катсидис упал, но сразу же поднялся. После возобновления боя Катсидис сам пошёл на обострение и пропустил встречный левый кросс. Австралиец вновь оказался в нокдауне. Он вновь сразу поднялся. Касамайор не смог добить противника. В конце 6-го раунда Катсидис провёл левый хук в челюсть кубинца. Касамайор отошёл от противника. Австралиец тут же добавил правый кросс в голову. Кубинец опустился на пол, вывалившись за канаты. На счёт 10 Касамайор вернулся в ринг. Катсидис бросился его добивать, но кубинец смог продержаться до гонга. В начале 9-го раунда Касамайор провёл левый апперкот в пах. Рефери за это снял с кубинца одно очко. В начале 10-го раунда Катсидис пошёл в атаку. Он провёл удачную двойку в бороду кубинца. Касамайор отошёл от него. Катсидис выбросил правый хук, но Касамайор опередил его сильнейшим встречным левым хуком в бороду. Катсидис рухнул на канвас. Держась за канаты, он поднялся на счёт 4. После возобновления боя Касамайор бросился добивать противника. После нескольких пропущенных левый крюков Катсидис зашатался, и упёрся в канаты. Рефери вмешался и прекратил бой. Австралиец решение не оспаривал.

#### 13 сентября2008Хоэль Касамайор —Хуан Мануэль Маркес
- Место проведения:  ЭмДжиЭм Гранд, Лас-Вегас, Невада, США
- Результат: Победа Маркеса техническим нокаутом в 11-м раунде в 12-раундовом бою
- Статус: Рейтинговый бой
- Рефери: Тони Уикс
- Счет судей: Гленн Фелдман (93—97 Маркес), Патрисия Морс Джерман (95—95), Пол Смит (95—95)
- Время: 2:55
- Вес: Касамайор 61,2 кг; Маркес 61,2 кг
- Трансляция: HBO PPV

В сентябре 2008 года состоялся бой между Хоэлем Касамайором и Хуаном Мануэлем Маркесом. В конце 11-го раунда Маркес провёл серию ударов в голову. Касамайор ввязался в размен, но неудачно, пропустив несколько ударов. Он попытался отойти, но Маркес вдогонку провёл правый хук в подбородок. Касамайор упал, но сразу же поднялся. Маркес бросился его добивать. Кубинец попытался спастись в клинче, но мексиканец смог оторваться от противника. Он прижал его к канатам и выбросил несколько серий в голову. Часть ударов прошла мимо, однако Касамайор не смог внятно ответить. Маркес начал бомбить его челюсть крюками с обеих рук. Кубинец под воздействием ударов рухнул на канвас. Рефери прекратил бой, не открывая счёт. Касамайор находился на полу около минуты.